# Floda kyrka, Södermanland
Floda kyrka är en kyrkobyggnad i Flodafors i Strängnäs stift. Den är församlingskyrka i Katrineholmsbygdens församling, tidigare i Floda församling.

## Kyrkobyggnaden
Kyrkan är byggd av sten och uppfördes ursprungligen under 1100-talet. Kyrkorummet förlängdes mot öster vid 1400-talets början och senare under samma århundrade fick kyrkan valv. På 1480-talet målade Albertus Pictor kalkmålningar i taket med händelser ur bibeln. Ett av de större motiven föreställer Simson när han dräper ett lejon. Målningarna har aldrig blivit överkalkade och är därför mycket välbevarade.

### 1600-tal – Stora ombyggnationer
På 1630-talet började man med en stor ombyggnad. Kyrkan utvidgades mot söder och fick två skepp. En ny sakristia byggdes. Dessutom byggdes ett gravkor (Kaggska gravkoret) i öster, tillägnat fältmarskalken Lars Kagg och hans familj. Gravkoret ritades av Erik Dahlbergh. Till det yttre fullbordades koret 1666. Lars Kagg avled 1661. Gravkoret har stuckaturer av Carlo Carove.

### 1800-tal – Förfall och återuppbyggnad
Under 1800-talet drabbades kyrkan av en förfallsperiod. Bland annat rasade det ursprungliga tornet och sydskeppet revs. 1885–1888 byggdes kyrkan om till treskeppig nygotisk tegelbasilika. Det hela skedde enligt Axel Herman Häggs ritningar. Bakom idéerna stod även Adolf Kjellström. Efter restaureringen mellan 1885 och 1888 brukar Floda kyrka ses med sina 67 meter som en av Sveriges största och ståtligaste landskyrkor.

## Kyrkogården

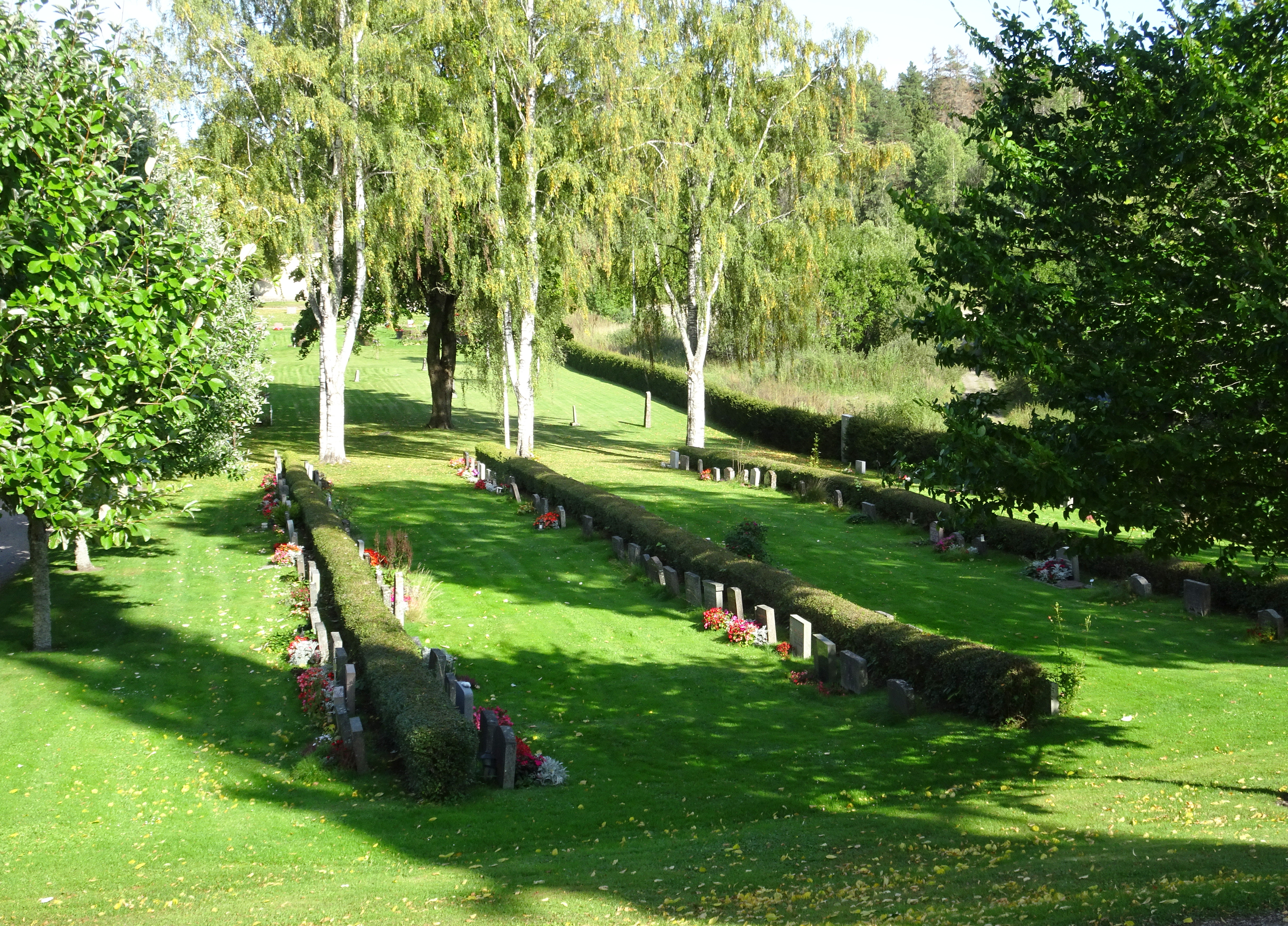
Kyrkogårdens nya norra del.

Kyrkogårdens äldre del ligger på slänten söder om kyrkan och har antagligen använts som begravningsplats sedan 1100-talet. Den nyare delen anlades i regelbundna gravkvarter norr om kyrkan. På den nya delen finns ett gravkapell som är byggt och invigt på 1930-talet, det används dock inte längre. 
Kyrkogården omfattar en areal om cirka tre hektar. På kyrkogården finns flera stora familjegravar med gravkammare. Annars domineras kyrkogården av kistgravar. Här finns även kvarter med urngravar och en minneslund, som ligger längst mot öster på kyrkogården.

## Inventarier
Bland kyrkans inventarier märks ett altarskåp från 1400-talet. Predikstolen är från 1662 och det finns dessutom sju oljemålningar. Dessa är krigsbyte som skänkts av Lars Kagg ca 1637. Bland de porträtt som hänger i kyrkan finns bl.a. Carl Fredric von Bredas oljemålning av Bondeståndets talman Olof Larsson från Bie Östergård.

### Orglar
- 1645 byggde Georg Hermann, Södertälje eller M. Herrman, Zespam en orgel med 7 stämmor.[2][3]
- 1751 byggde Jonas Wistenius, Linköping en orgel med 12 stämmor.[3]

Disposition:
| Manual                       |
| Principal 8'                 |
| Gedackt 8'                   |
| Kvintadena 8'                |
| Oktava 4'                    |
| Flöjt 4'                     |
| Kvinta 3'                    |
| Spetsflöjt 2'                |
| Mixtur 4 chor                |
| Trumpet 8' (halverad stämma) |
| Trumpet 4'                   |
| Vox virginea                 |
| Tremulant                    |

- Den nuvarande mekaniska orgeln byggde 1888 av Åkerman & Lund, Stockholm.[2] Den är placerad på en läktare i koret. Orgeln hade 15 stämmor, 2 manualer och pedal och anses vara av mycket hög klass.[källa behövs] Orgeln omdisponerades 1963 av E. A. Setterquist & Son Eftr., Örebro.[2] Den restaurerades senast 2006.[källa behövs]

Disposition:
| Huvudverk I C-f3  | Svällverk II C-f3 | Pedal C-d2          | Koppel    |
| Borduna 16'       | Rörflöjt 8'       | Subbas 16'          | I/P       |
| Principal 8'      | Salicional 8'     | Koralbas 4'         | II/P      |
| Flöjt Harmonik 8' | Principal 4'      | Pedal Mixtur 3 chor | II/I      |
| Gamba 8'          | Flöjt Harmonik 4' |                     | I 4'/I    |
| Oktava 4'         | Waldflöjt 2'      |                     | II 16'/II |
| Kvinta 2 2/3'     | Crescendosvällare |                     | P 4'/P    |
| Oktava 2'         |                   |                     |           |
| Mixtur 3 chor     |                   |                     |           |
| Trumpet 8'        |                   |                     |           |

#### Kororgel
Kororgeln är mekanisk och byggdes 1978 av Grönlunds Orgelbyggeri AB, Gammelstad. Fasaden ritades av professor Ove Hidemark.[källa behövs]
Disposition:
| Manual        | Pedal      | Koppel  |
| Gedackt 8'    | Subbas 16' | Man/Ped |
| Principal 4'  |            |         |
| Rörflöjt 4'   |            |         |
| Waldflöjt 2'  |            |         |
| Mixtur 4 chor |            |         |

#### Diskografi
- Klanger från fyra sekel : orglar i Strängnäs stift / Melin, Markus, orgel. CD. Svenska kyrkan. Nummer saknas. 2011.

## Bildgalleri

Exteriör
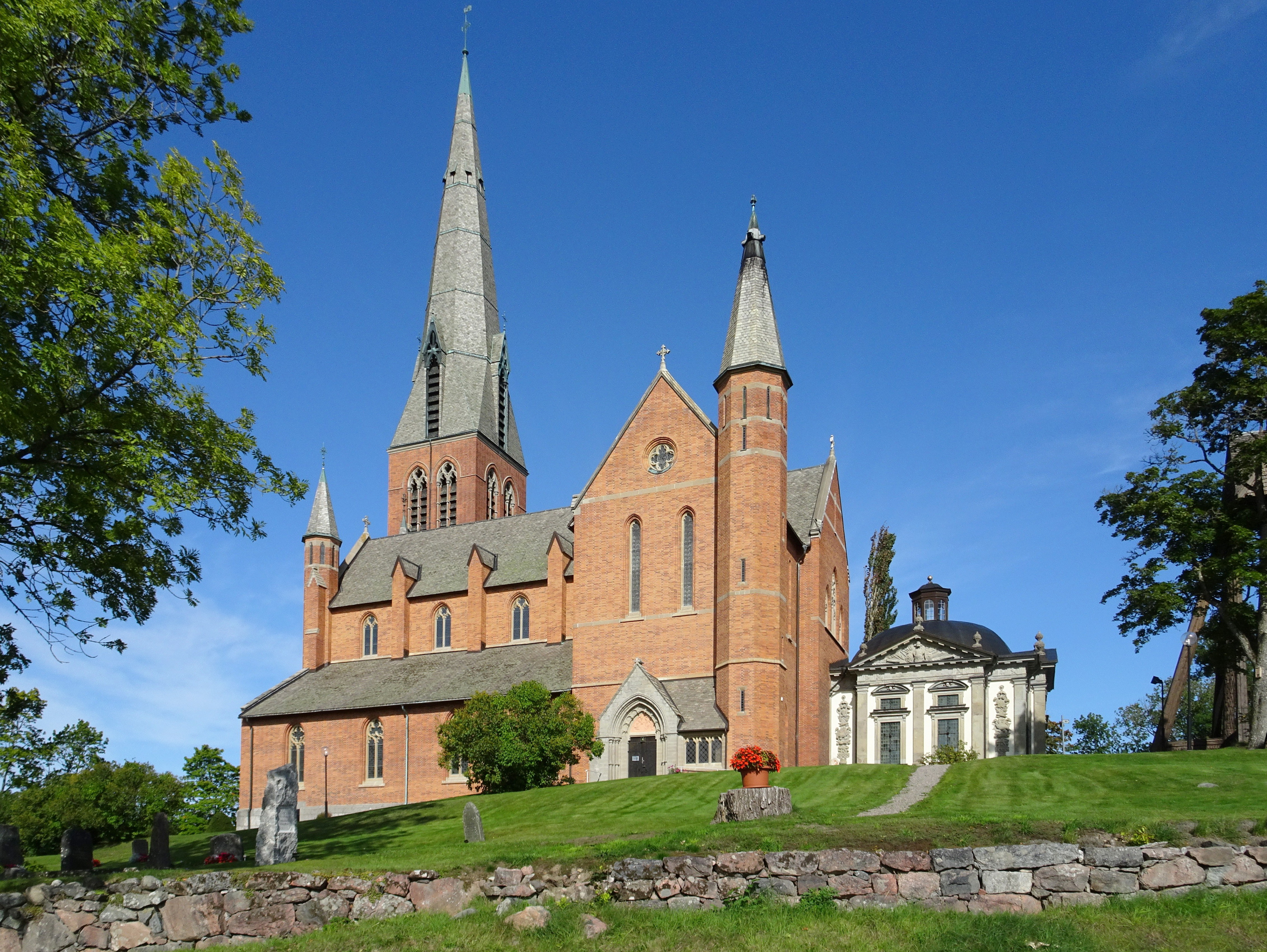
Kyrkan från söder.
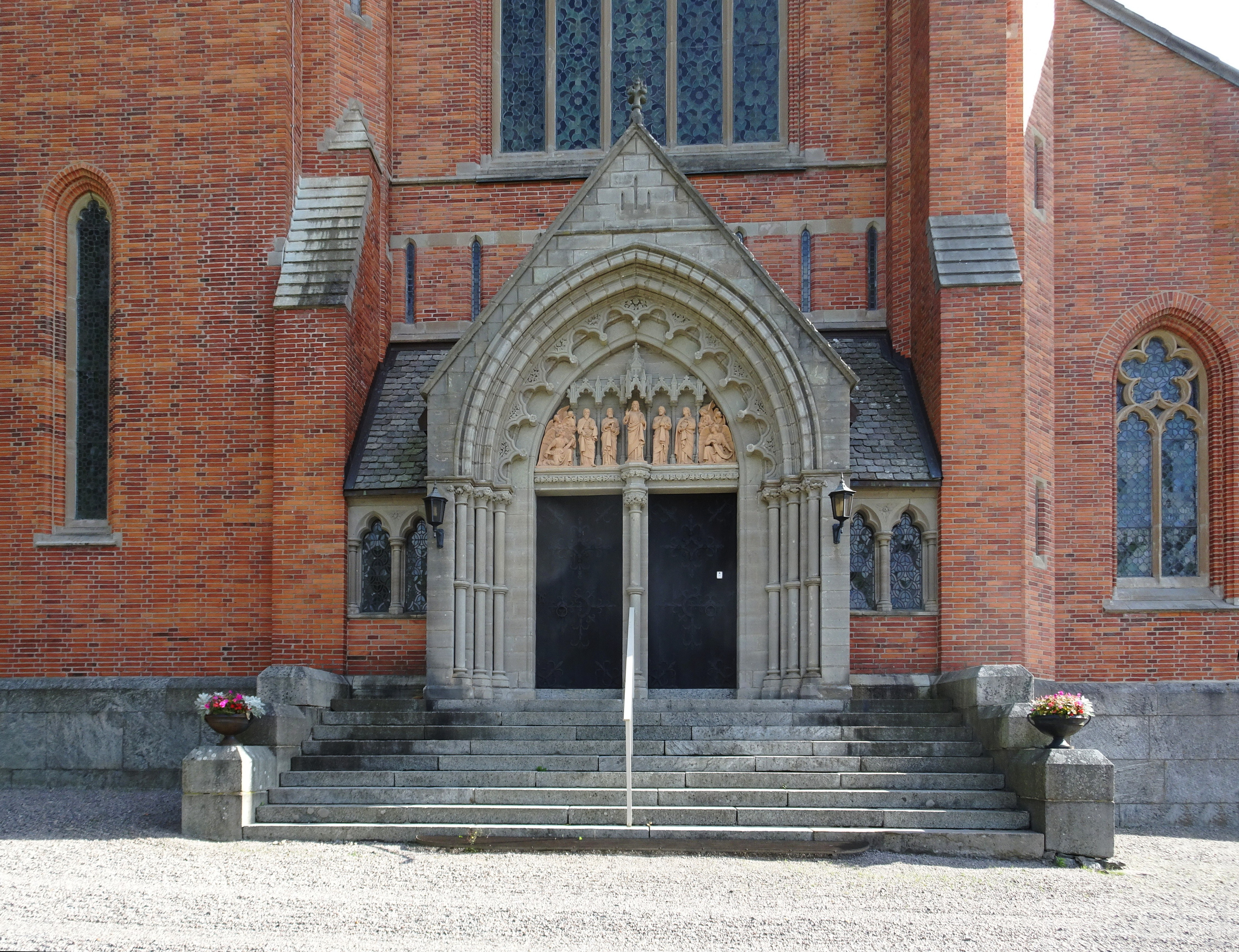
Huvudportalen.
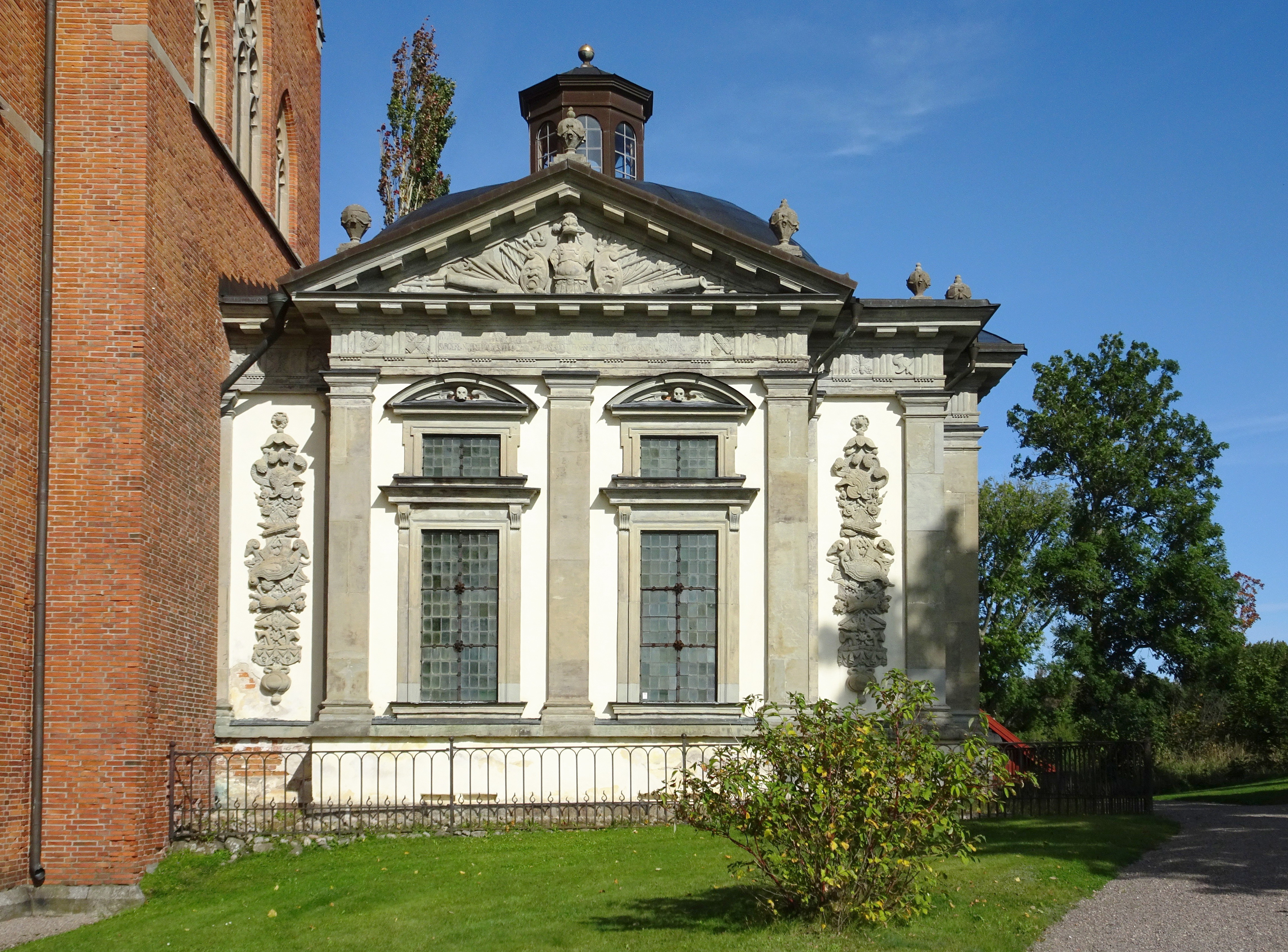
Lars Kaggs gravkor.
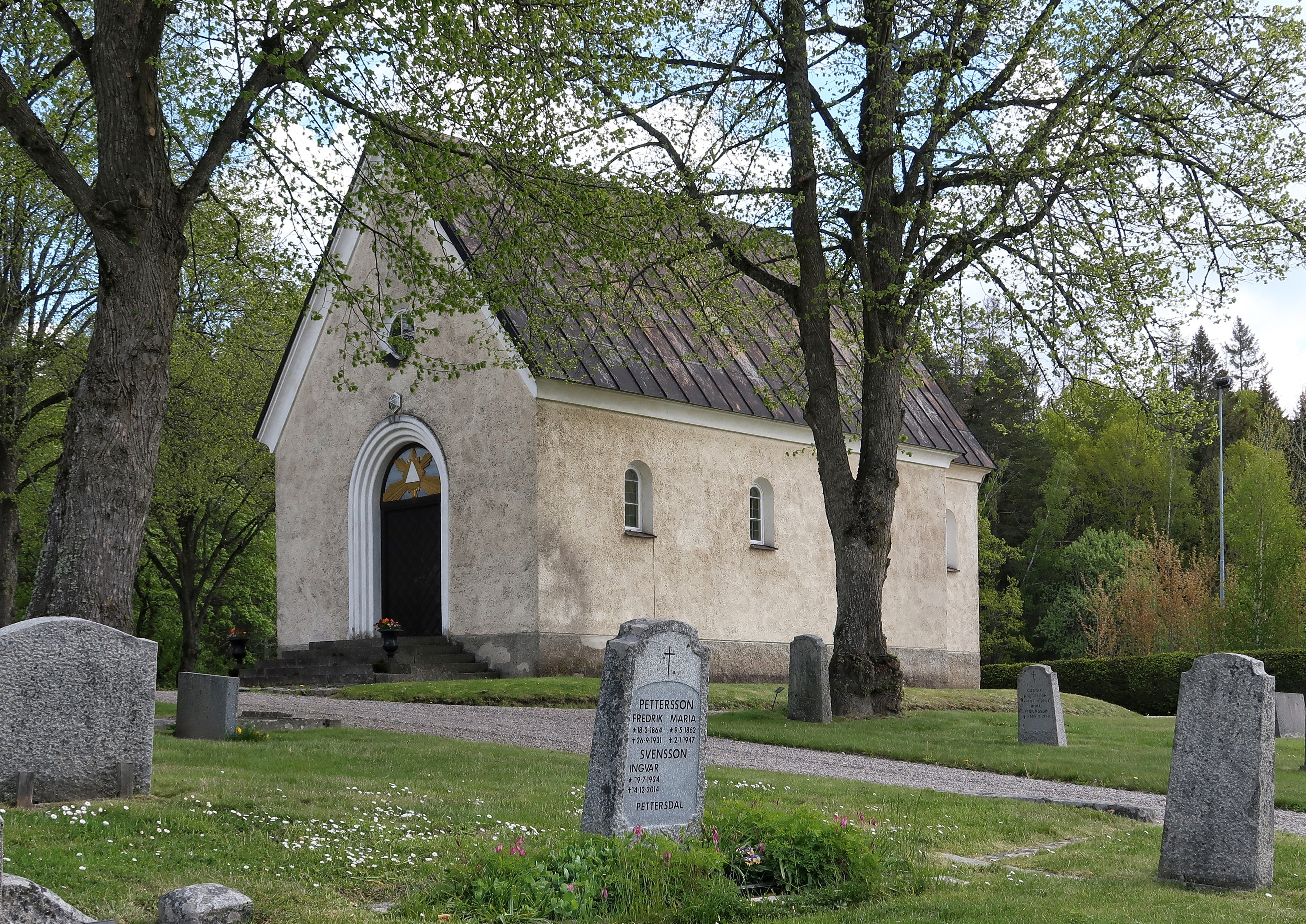
Gravkapell.
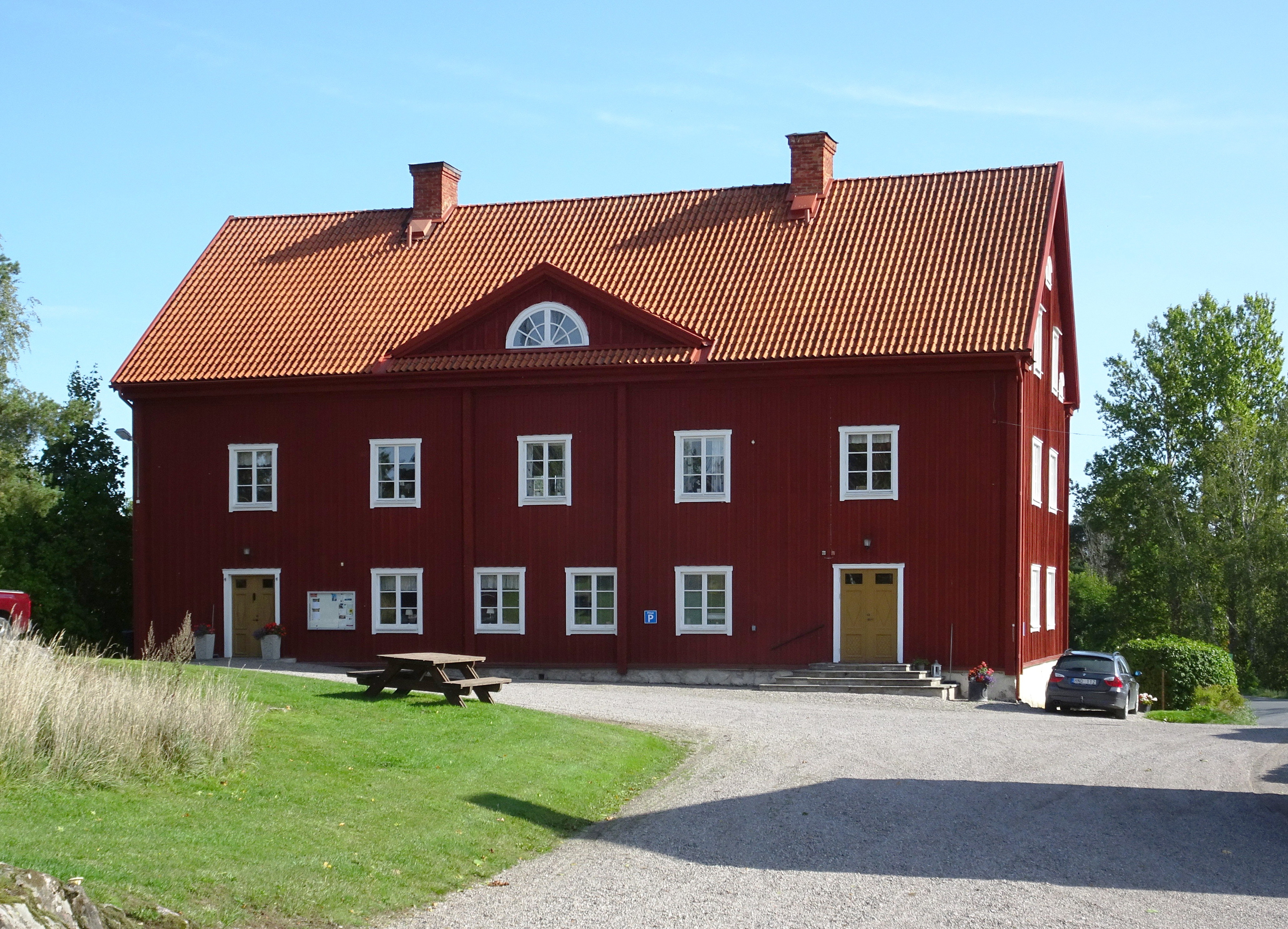
Prästgården.

Interiör
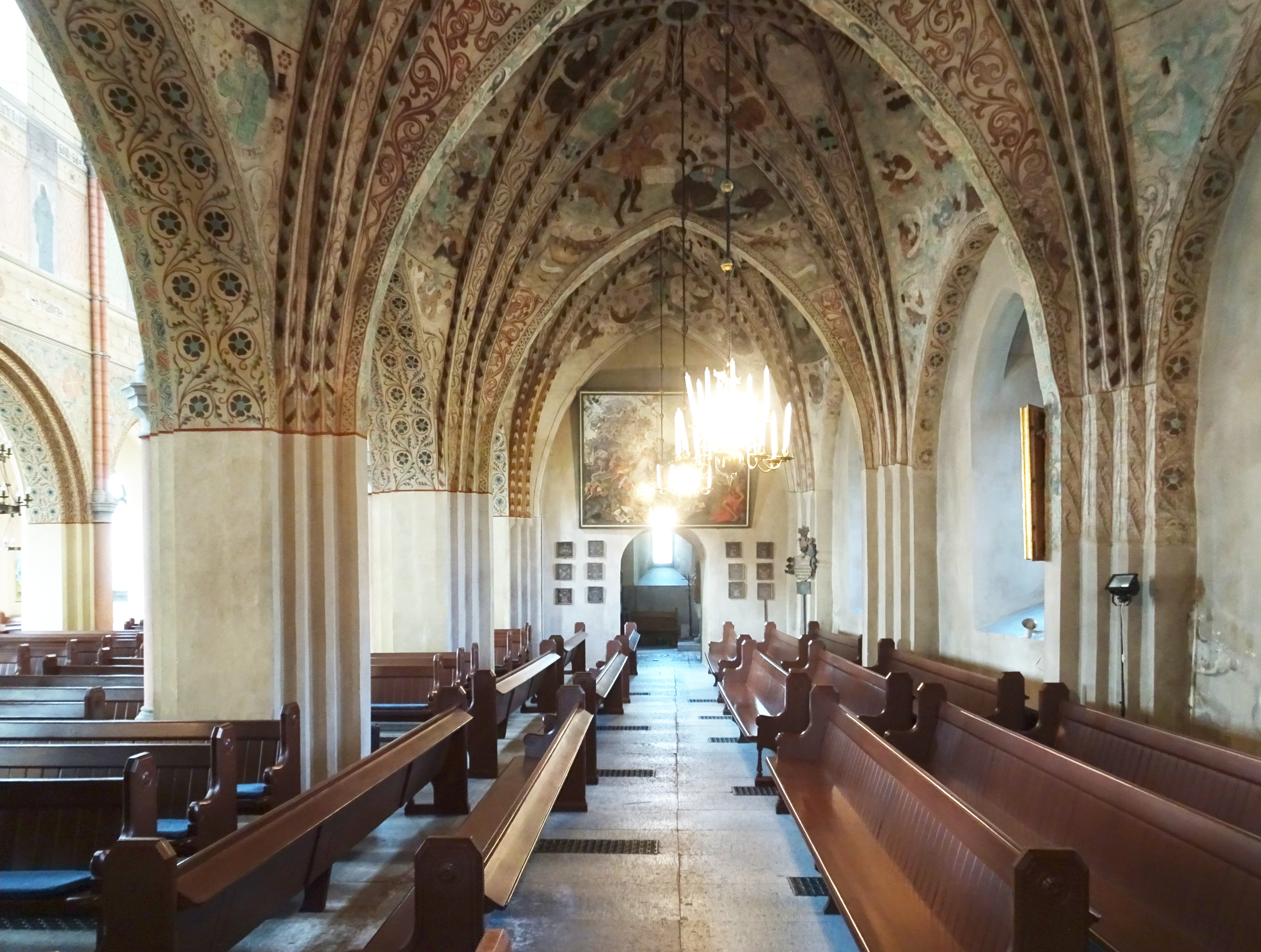
Norra sidoskeppet från 1100- och 1300-talet (kyrkans äldsta delar).
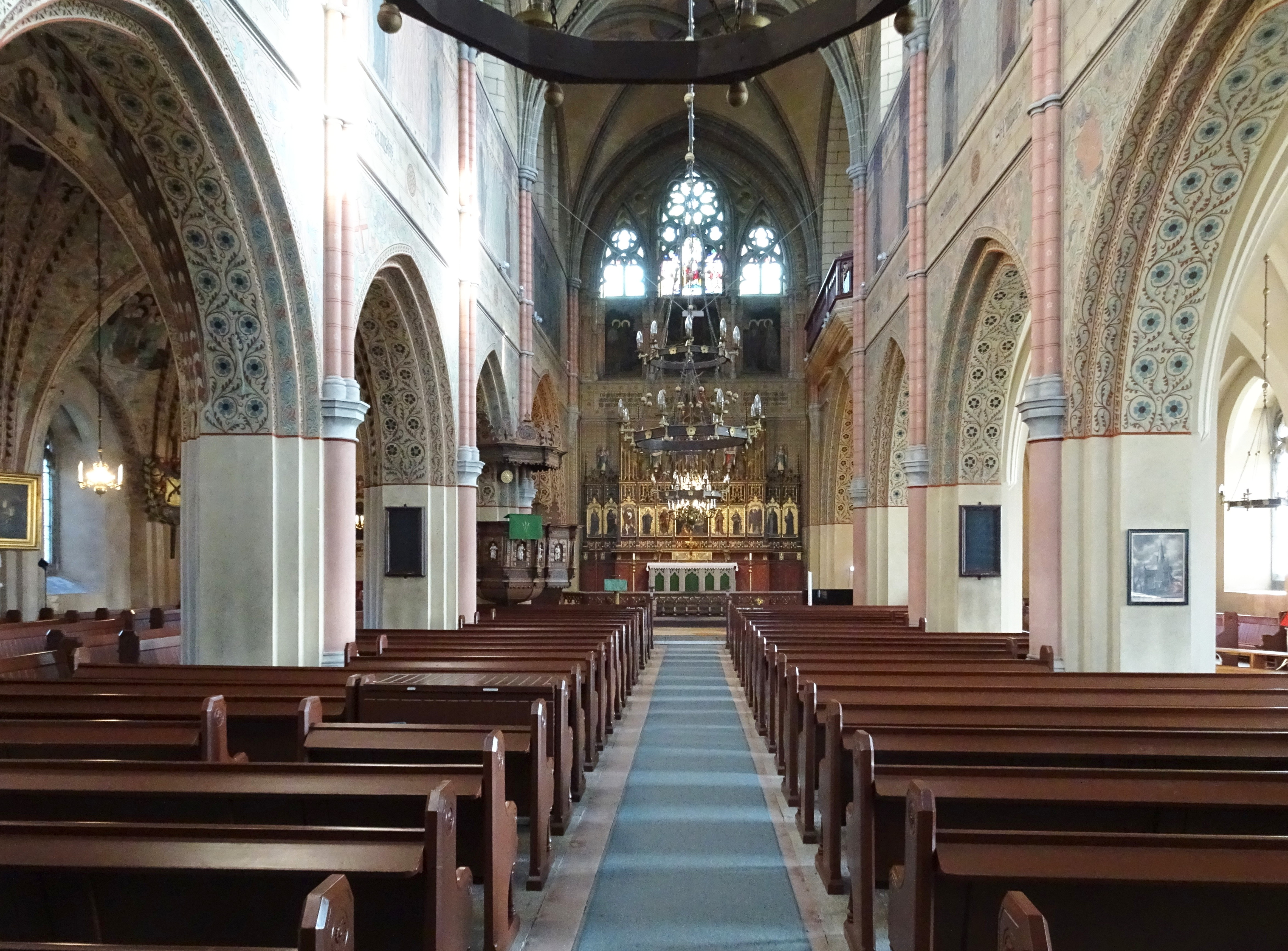
Huvudgången mot altaret.
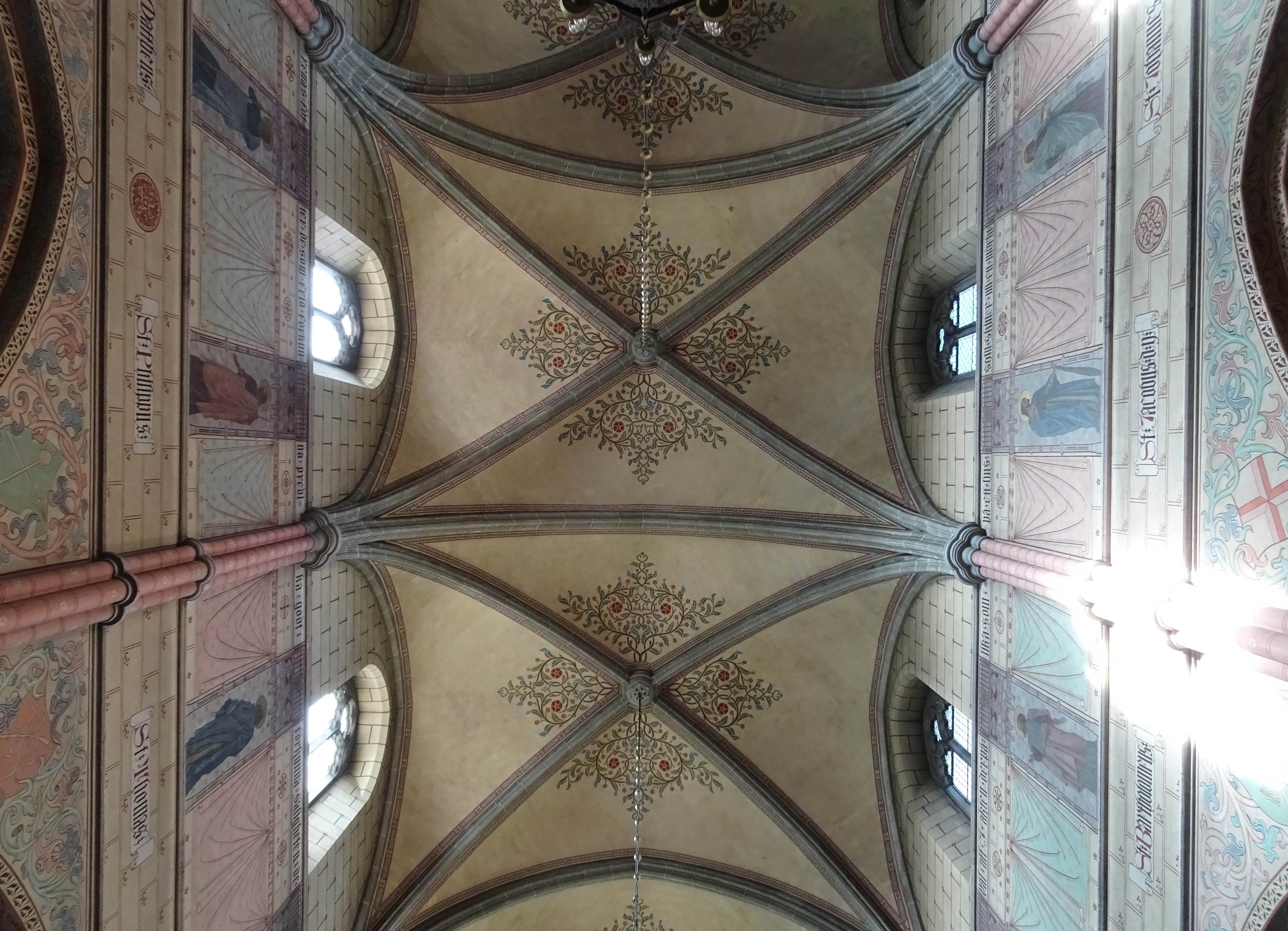
Takvalvet över mittskeppet.
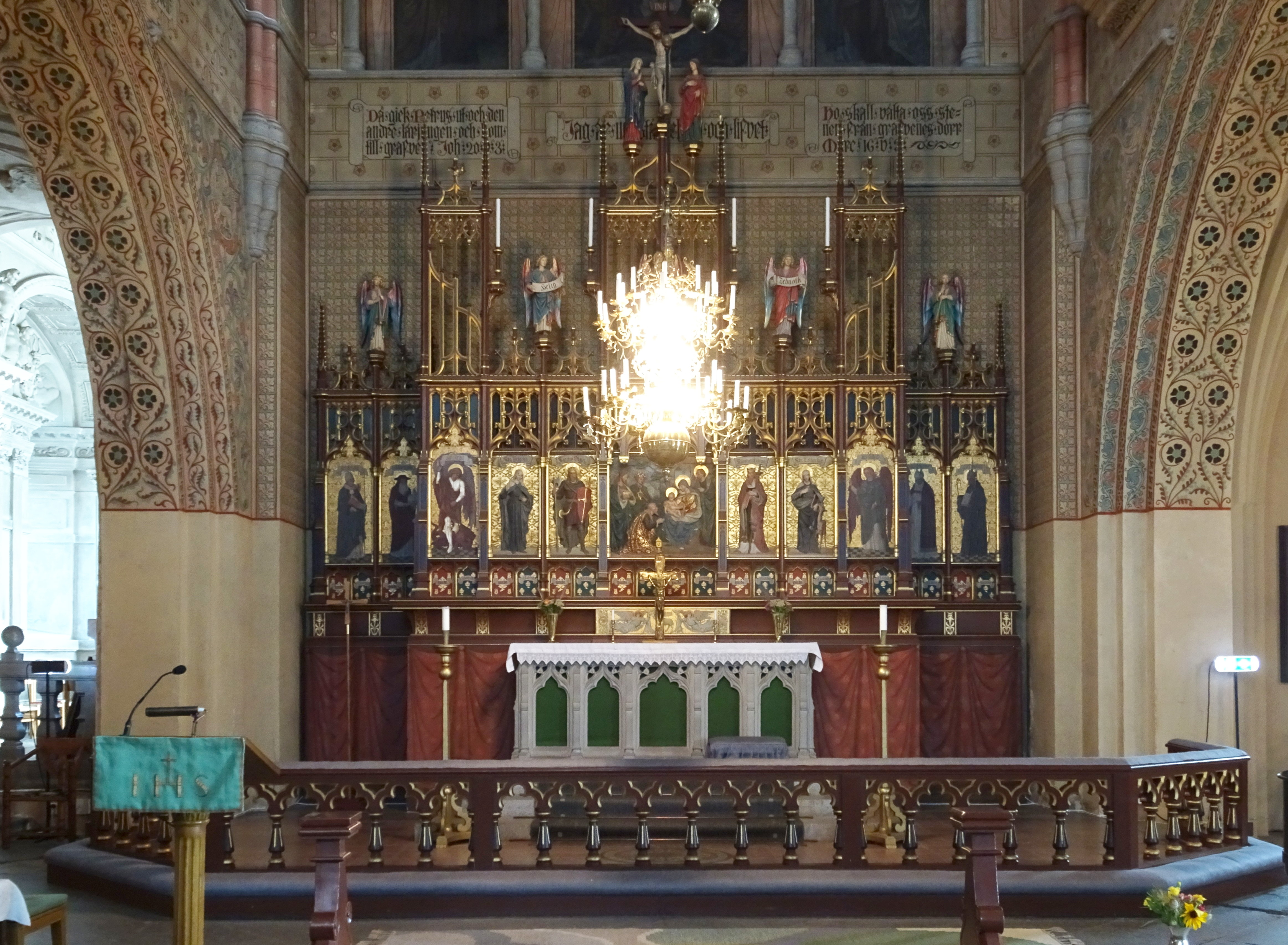
Altaret och altartavlan.
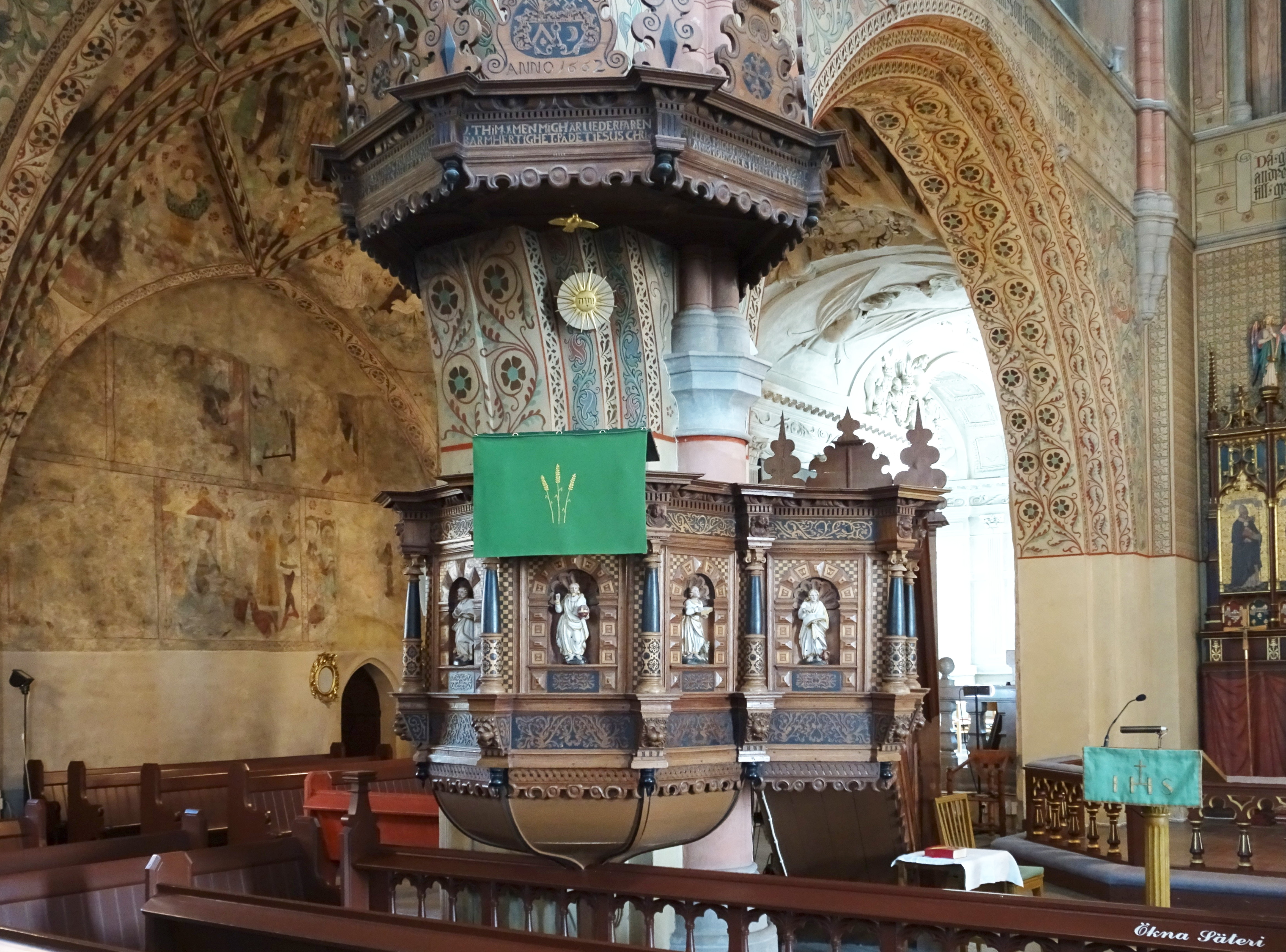
Predikstolen.